# Lamonzie-Saint-Martin
Lamonzie-Saint-Martin ist eine französische Gemeinde mit 2.745 Einwohnern (Stand 1. Januar 2022) im Département Dordogne in der Region Nouvelle-Aquitaine (vor 2016: Aquitanien). Die Gemeinde gehört zum Arrondissement Bergerac und zum Kanton Pays de la Force.
Der Name in der okzitanischen Sprache lautet La Móngia e Sent Martin. Der Namensteil „Lamonzie“ leitet sich vom okzitanischen móngia (deutsch Priorat) ab. Der heilige Martin von Tours ist der Schutzpatron der Gemeinde und erklärt den zweiten Teil ihres Namens.
Die Einwohner werden Lamonziens und Lamonziennes genannt.

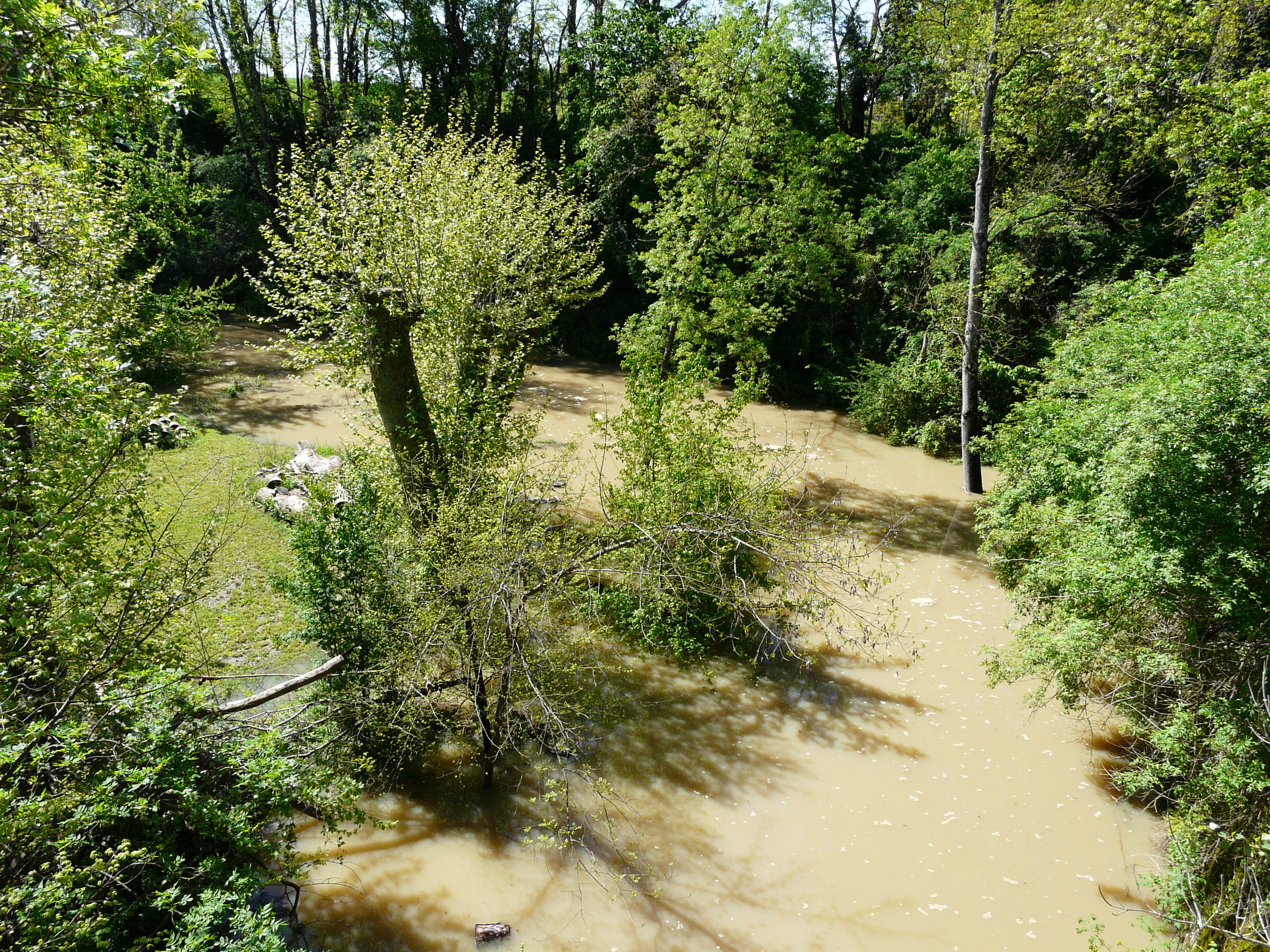
Gardonnette in Lamonzie-Saint-Martin

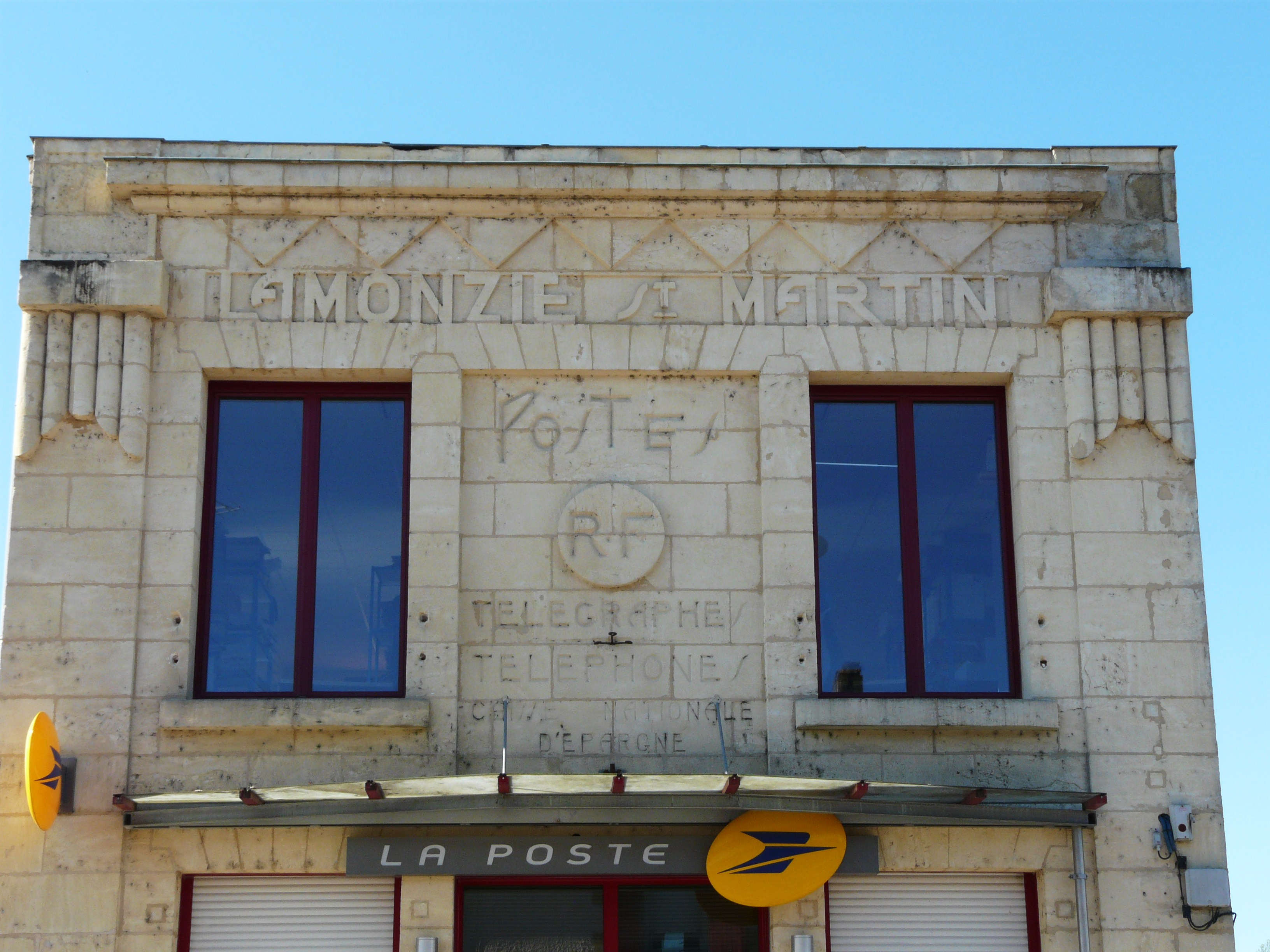
Fassade des Postbüros

## Geographie
Lamonzie-Saint-Martin liegt ca. acht Kilometer westlich von Bergerac im Einzugsbereich (Aire urbaine) in der Region Bergeracois der historischen Provinz Périgord im Südwesten des Départements.
Umgeben wird Lamonzie-Saint-Martin von den Nachbargemeinden:
| Saint-Pierre-d’Eyraud | La Force                                    | Prigonrieux              |
| Gardonne              | Kompassrose, die auf Nachbargemeinden zeigt | Saint-Laurent-des-Vignes |
| Gageac-et-Rouillac    |                                             | Pomport                  |

Lamonzie-Saint-Martin liegt am linken Ufer und somit im Einzugsgebiet des Flusses Dordogne. Die Gardonnette, einer seiner Nebenflüsse, markiert die westliche Grenze zur Nachbargemeinde Gardonne. Der Ruisseau de la Peyronnette, ein Nebenfluss der Gardonnette, bewässert ebenfalls das Gemeindegebiet.

## Geschichte
Die heutige Gemeinde ist das Resultat der Fusion von drei früheren Gemeinden während der Französischen Revolution. Die Gemeinde Le Monteil vereinigte sich mit der Gemeinde Lamonzie im Jahre 1794 und ein Jahr später vereinigen sich Lamonzie und die Gemeinde Saint-Martin-de-Gardenne zur Gemeinde heutigen Namens.
In Lamonzie wurden im letzten Jahrhundert Überbleibsel einer gallorömischen Villa mit Thermen, einem Aquädukt und Teilen eines Sarkophags entdeckt. Im Mittelalter entwickelte Lamonzie sich als eine der ältesten Pfarrgemeinden der Region. Sie erhielt ihren Namen nach der Gründung eines Priorats für Nonnen in der Pfarrgemeinde Saint-Sylvain gegen Ende des 10. Jahrhunderts durch Boson I., Graf der Marche und des Périgords. Der Enkel von Boson I. fasste im Jahre 1074 den Entschluss, die Pfarrkirche von Saint-Sylvain und das Priorat an die Abbaye aux Dames Saintes in Saintes zu schenken. Das Kloster wurde in der Folge von den Sarazenen geplündert, dann von den Normannen und später von den Engländern. Im 16. Jahrhundert wurde es schließlich durch protestantischen Truppen vollständig zerstört. Die einfache Kirche aus dem 10. Jahrhundert wurde im 15. und im 17. Jahrhundert restauriert und schließlich durch einen modernen Bau ersetzt. Die Pfarrgemeinde von Saint-Martin wurde im 16. Jahrhundert von der Kastellanei von Bergerac und Montcuq abgetrennt. Das Schloss war fortan Sitz des Gerichtsbezirks, der den Titel eines Baronats trug und 1760 die Pfarrgemeinden Lamonzie, Saint-Martin, Saint-Laurent und Le Monteil umfasste.

### Toponymie
Toponyme und Erwähnungen von Lamonzie-Saint-Martin waren:
- Canabium Sancti Sylvani (1131, Schriftensammlung des Abbé de Lespine, Kopialbuch der Abtei in Saintes),
- Domus de la Monsia supra Dordoniam (1363, Bulle des Papstes Urban V.),
- Priaratus Sancti Sylvani de Mongia und La Monzia (16. Jahrhundert, Kopialbuch der Abtei in Saintes),
- La Mongie und St Martin (1750, Karte von Cassini),
- Lamonzie Saint Martin (1793, Notice Communale),
- Lamonzie (Saint-Martin) (1801, Bulletin des Lois),
- La Mongie-Saint-Martin (1873, Dictionnaire topographique du département de la Dordogne).[8][9][10]

Toponyme und Erwähnungen von Le Monteil waren:
- Montils, Montels und Montelz (1117, Kopialbuch der Abtei in Saintes),
- Eccl. de Montelhs (Schild der Diözese),
- Le Monteilh (1640, Notarielle Urkunde),
- le Manteil (1750, Karte von Cassini),
- Le Monteil (1873, Dictionnaire topographique du département de la Dordogne).[11][9]

### Wappen

Wappen der Gemeinde Lamonzie-Saint-Martin

Das Wappen lässt sich nach Marie-Thérèse Verdier aus Lamonzie-Saint-Martin folgendermaßen interpretieren. Die Einteilung des Wappens in drei Pfählen spiegelt die Zusammensetzung der drei Pfarrgemeinden, die drei zugehörigen Pfarrkirchen und die drei Schlösser wider. Die drei Sterne links stehen für die drei Gemeinschaften, die ihren eigenen Charakter bewahrten. Ihre goldene Farbe würdigt, dass es jeder früheren Pfarrgemeinde gelungen ist, in guter Harmonie seit mehr als zweihundert Jahren in einer Gemeinde zu leben. Das Wappen einer Äbtissin trägt in seiner Mitte den Glockenturm der Kirche Saint-Sylvain und erinnert an das Nonnenkloster, das gegen Ende des 10. Jahrhunderts gegründet wurde. Die drei silbernen Türme stehen für die drei Schlösser in Lamonzie-Saint-Martin, von denen heute noch zwei existieren.

### Einwohnerentwicklung

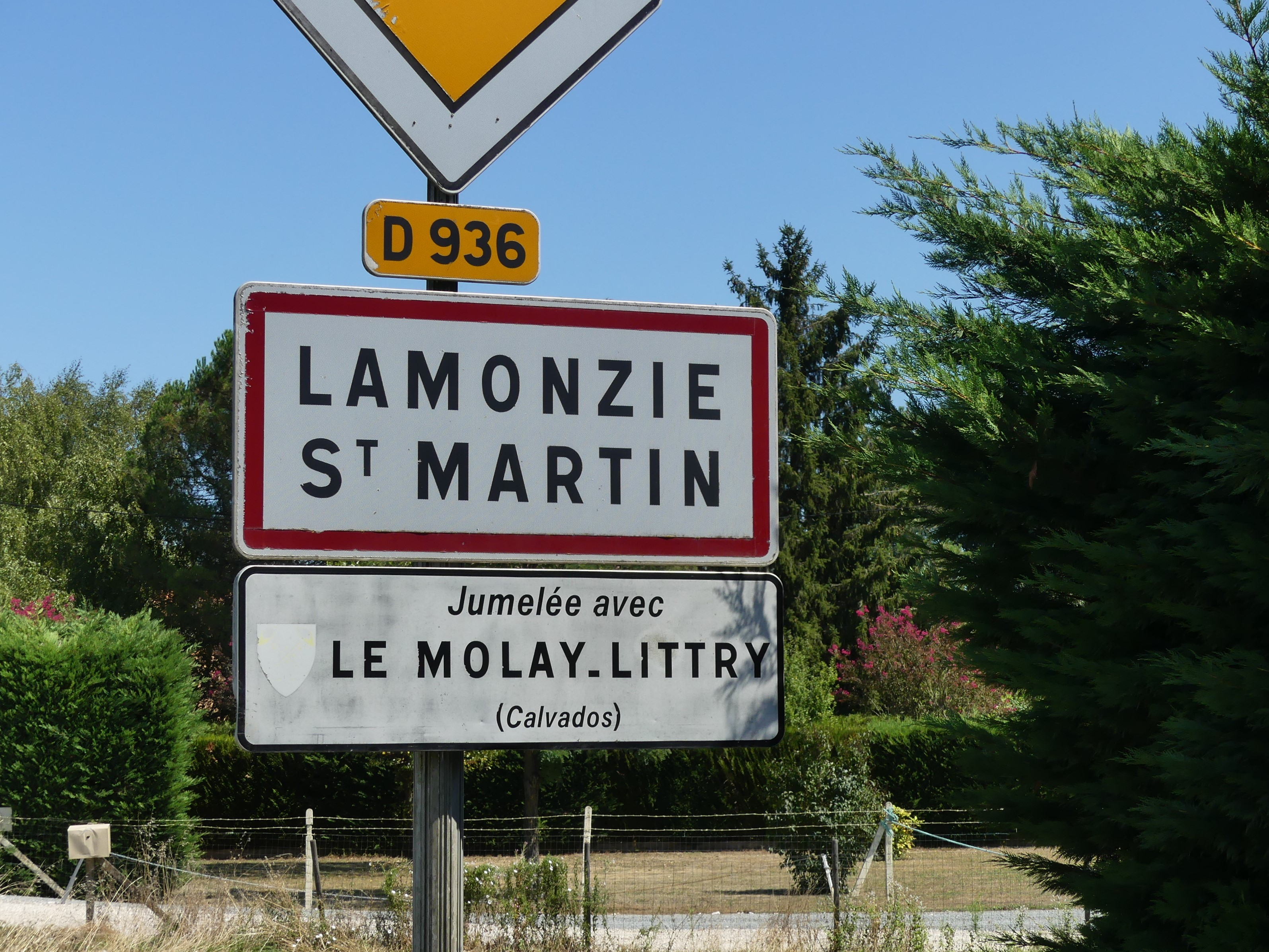
Ortseingangsschild mit Hinweis auf die Städtepartnerschaft

Nach Beginn der Aufzeichnungen stieg die Größe der Gemeinde in der Mitte des 19. Jahrhunderts auf einen ersten Höchststand von rund 1335 Einwohnern. In der Folge konnte die Zahl der Einwohner auf über 1000 gehalten werden, bis in den 1930er Jahren eine Phase eines zeitweise kräftigen Wachstums einsetzte, die bis heute anhält und neue Höchststände von über 2400 Einwohnern ergibt.
| Jahr      | 1962  | 1968  | 1975  | 1982  | 1990  | 1999  | 2006  | 2010  | 2022  |
| --------- | ----- | ----- | ----- | ----- | ----- | ----- | ----- | ----- | ----- |
| Einwohner | 1.173 | 1.235 | 1.446 | 1.612 | 2.010 | 2.069 | 2.212 | 2.333 | 2.745 |

## Städtepartnerschaften
Lamonzie-Saint-Martin unterhält seit 1998 eine Städtepartnerschaft mit:
- Le Molay-Littry im französischen Département Calvados.[13]

## Sehenswürdigkeiten

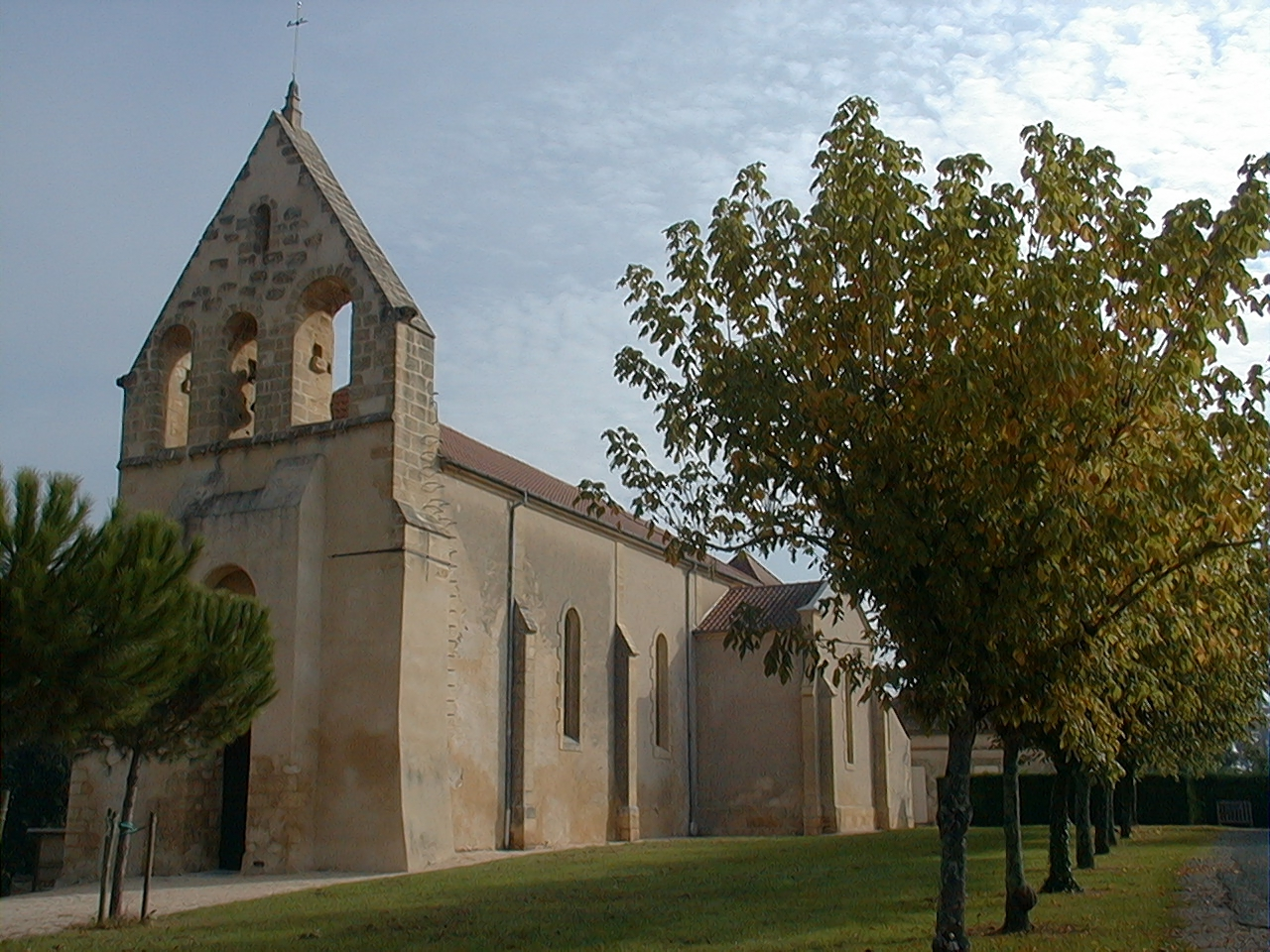
Pfarrkirche Saint-Sylvain

### PfarrkircheSaint-Sylvain
Sie befindet sich im Ortsteil Lamonzie. Die einfache romanische Kirche aus dem 11. Jahrhundert wurde zwischen 1892 und 1894 restauriert. Ihr Langhaus wird von zwei Seitenkapellen flankiert. Ihre Westfassade geht nach oben in einen dreieckigen Glockengiebel über. Dieser besitzt drei rundbogenförmige Maueröffnungen unterschiedlicher Größe für die Glocken, darüber eine weitere, kleinere Öffnung. Das Eingangsportal, ebenfalls in Rundbogenform, ist von einem Risalit in der Funktion einer Stützmauer eingerahmt.
Unterhalb der Kirche und am Ufer der Dordogne befindet sich die Wasserquelle Saint-Sylvain, die vor Kurzem restauriert wurde. Zu ihr gehört auch ein Fischteich, der nicht mehr genutzt wird.

### PfarrkircheSaint-Martin
Sie befindet sich im Ortsteil Saint-Martin und wurde im 19. Jahrhundert erbaut. Ihre Westfassade geht nach oben in einen Glockengiebel über, der drei rundbogenförmige Maueröffnungen für die Glocken besitzt. Das Eingangsportal zeigt eine rechteckige Form und ist schmucklos.

### PfarrkircheSaint-Roch

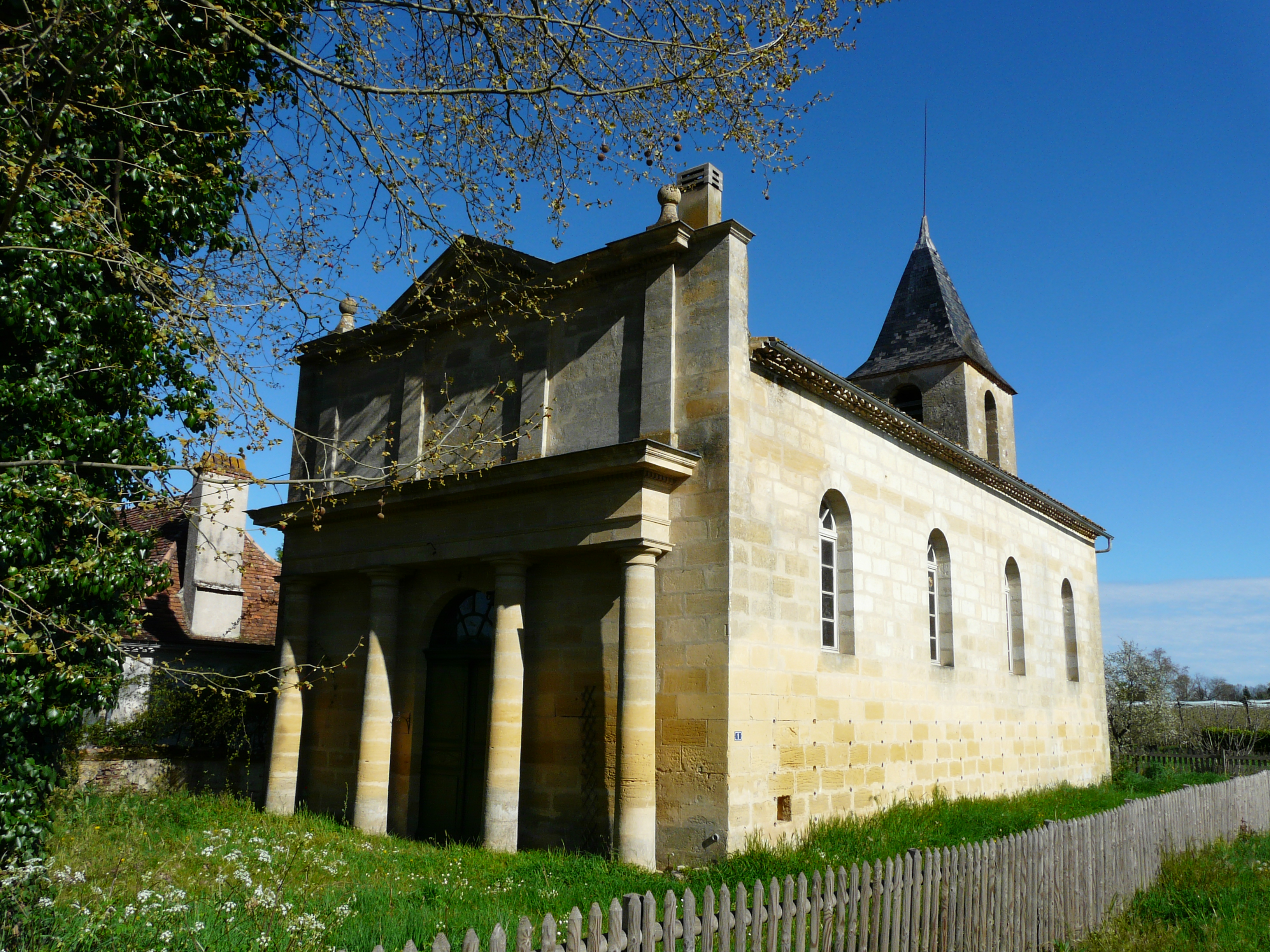
Protestantische Kirche

Sie befindet sich im Ortsteil le Monteil. Während der Hugenottenkriege wurde die Kirche zerstört und unter der Regentschaft des französischen Königs Ludwig XIV. neu gebaut. Während der Französischen Revolution wurde sie aufgegeben und verfiel rasch bis zu einem Neubau im 19. Jahrhundert im neugotischen Stil. Die heutige Kirche besitzt einen Grundriss in Form eines lateinischen Kreuzes. Sie öffnet sich über eine Vorhalle unterhalb eines Glockenturms mit einem spitz zulaufenden Helm. Das spitzbogenförmige Eingangsportal an der Westseite ist mit mehreren Archivolten ausgestaltet. Darüber befindet sich eine Marienstatue, darüber eine Turmuhr, insgesamt eingerahmt von zwei seitlichen Strebepfeilern. Im Inneren befindet sich eine Empore, spitzbogenförmige Fenster lassen Licht in das Langhaus hereinfallen.
Die Kirche birgt im Inneren eine Skulptur, die Maria mit Jesuskind darstellt. Das 70 cm große Werk ist aus vergoldetem und bemaltem Holz gefertigt und datiert aus dem 17. Jahrhundert. Es ist seit dem 6. Mai 1963 als bewegliches Objekt als Monument historique klassifiziert.

### Protestantische Kirchede la Tuillère
Die protestantische Kirche wurde gegen 1820 im Ortsteil le Temple errichtet. Das rundbogenförmige Eingangsportal befindet sich auf der Südseite und wird von einem Portikus umrahmt. Ein kleiner dreieckiger Giebel schließt die Südfassade nach oben ab. Ein kleiner viereckiger Glockenturm schließt sich an der gegenüberliegenden Seite am Gebäude an. Es werden keine Gottesdienste in der Kirche mehr abgehalten.

### Schloss Saint-Martin

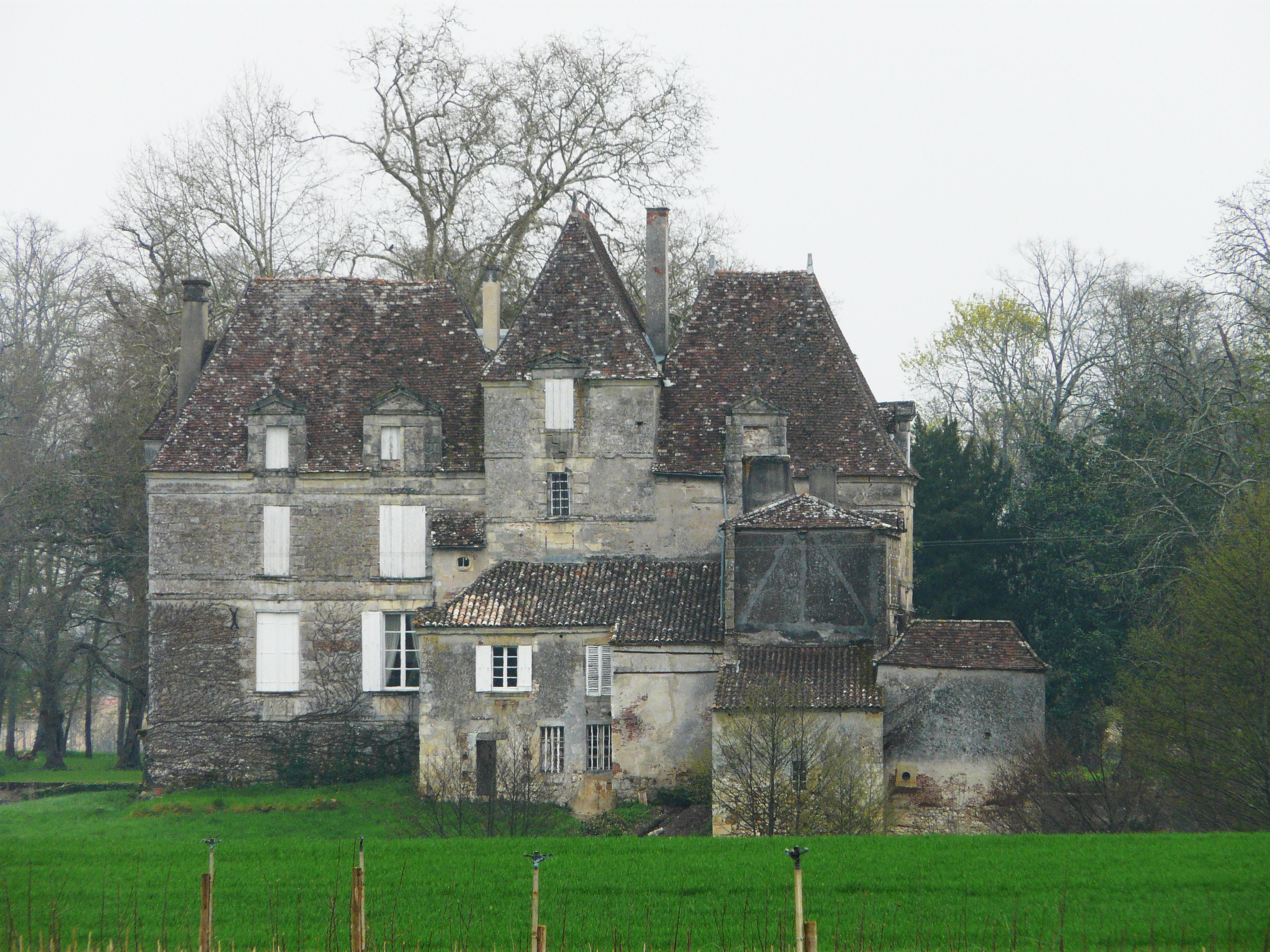
Schloss Saint-Martin

Das adelige Anwesen wurde im 16. Jahrhundert unter Einbeziehung eines Bergfrieds älteren Datums errichtet. Die Familie Bérail, die das Lehen besaß, übergab es der Familie Vigier, anschließend gelangte es in die Hände der Familie Flammarens. Zu Beginn des 19. Jahrhunderts erstand es der Graf Boudet, ein mutiger General des Ersten Kaiserreichs, und restaurierte es. Das Schloss gehörte heute noch seinen Nachkommen. Zwei Brücken überqueren einen Wassergraben, der das Wohngebäude umsäumt. Es handelt sich um einen großräumigen dreigeschossige Bau, der während der Regentschaft des französischen Königs Ludwig XVIII. erbaut wurde. An der nordwestlichen Ecke ragt ein Scharwachtturm mit Wehrerker aus der Silhouette. Das Eingangsportal wird durch Pilaster eingefasst, die einen Dreiecksgiebel tragen, der mit Feuertöpfen verziert ist. Das Dachgeschoss ist mit Lukarnen verschönert, wobei die in der Mitte imposant ist. Ein viereckiger, mittelalterlicher Turm belegt, das es frühere Bauten an derselben Stelle gegeben hat. Außerdem gibt es im Schlosspark einen künstlich angelegten Erdhügel, der ein Überbleibsel einer mittelalterlichen Motte sein könnte. Das zum Schloss gehörige Gut mit seinen Nebengebäuden und landwirtschaftlichen Bauten, außer einem im äußersten Osten gelegenen Lagerschuppen, der Park mit seinen Terrassen und seine beiden Brücken, die Fabriken mit der hydraulischen Apparatur und die Allee für den Zugang zum Schloss sind seit dem 12. Oktober 1948 als Monument historique eingeschrieben.

### Schloss Monboucher
Die Familie Fontvieille ließ das Schloss am Ende des 17. Jahrhunderts errichten, wahrscheinlich zum Zeitpunkt ihrer Nobilitierung. Es unterstand der Kastellanei von Montcuq. Zu Beginn der Französischen Revolution besaß der Seigneur des Ortes den Titel eines Barons von Fontvieille und fügte dem eines Barons von Montcuq hinzu, da ein Schloss dieses Namens schon seit Jahrhunderten eine Ruine war. Das Schloss ist im klassischen Stil strukturiert mit einem großräumigen, dreigeschossigen Wohntrakt zwischen Pavillons. Die Gesamtheit zeigt einen etwas nüchternen Charakter trotz des Gesims mit Konsolen, die das Mansarddach betonen. Das Erste Kaiserreich bewirkte eine Überarbeitung der Fassade. Die Kapelle befindet sich unweit des Schlosses und datiert aus dem 17. Jahrhundert. Es handelt sich um einen einfachen Bau mit viereckigem Grundriss. Ein allzu sorgloser Besitzer ließ die Wandverkleidung der Kapelle zerfallen, die ein barockes Altarretabel begleitet hatte. Das Schloss befindet sich in Privatbesitz und ist nicht für Besichtigungen geöffnet.

## Wirtschaft und Infrastruktur

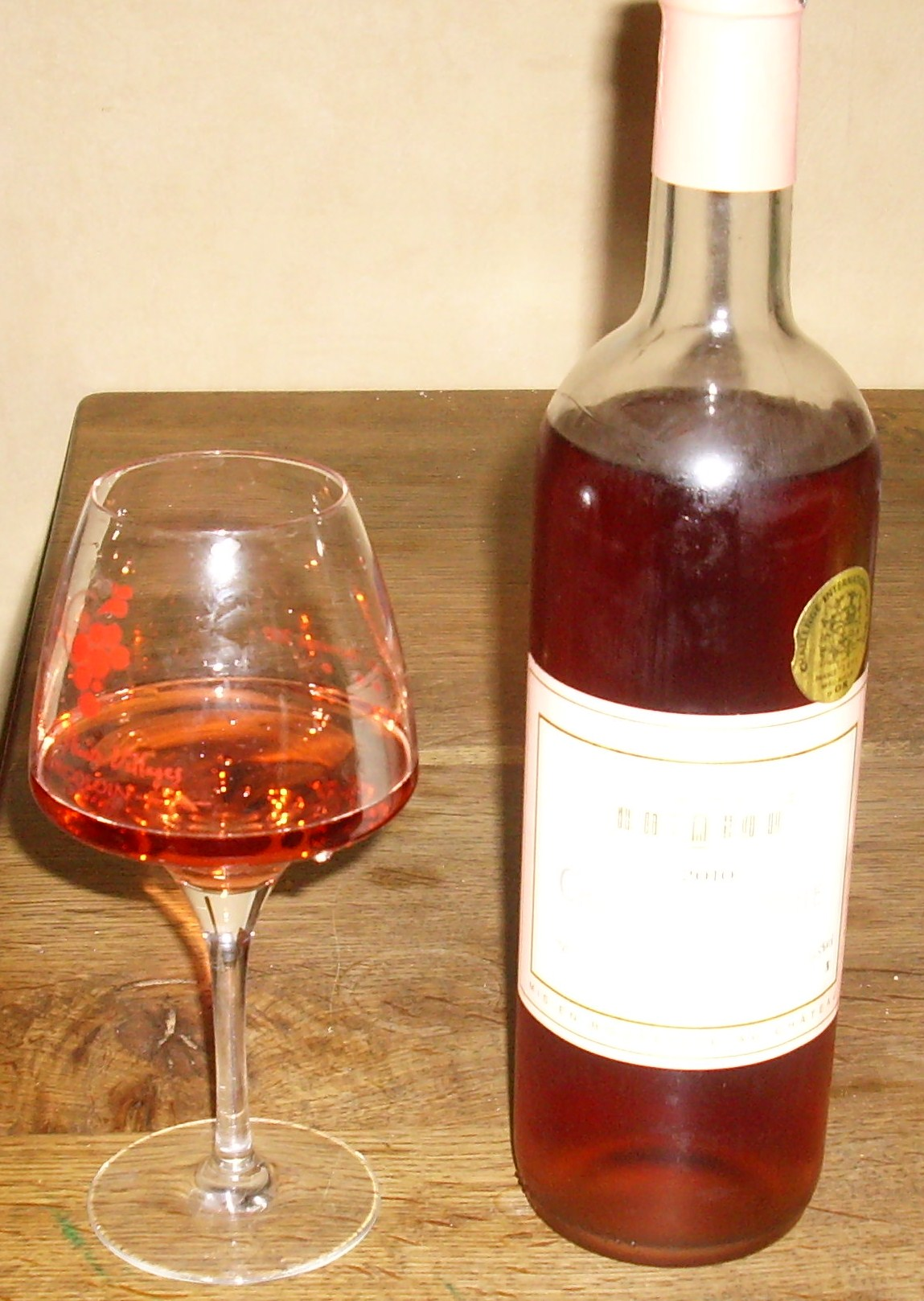
Bergerac rosé

Neben dem Weinbau bestimmt der Obstanbau die Landwirtschaft in der Gemeinde. Einige hundert Hektar sind mit Apfelbäumen bepflanzt.
Lamonzie-Saint-Martin liegt in den Zonen AOC des Bergerac mit den Appellationen Bergerac und Côtes de Bergerac.

### Bildung
Die Gemeinde verfügt über eine öffentliche Vor- und Grundschule Groupe Scolaire Bernard Fauvaud mit 242 Schülerinnen und Schülern im Schuljahr 2018/2019.

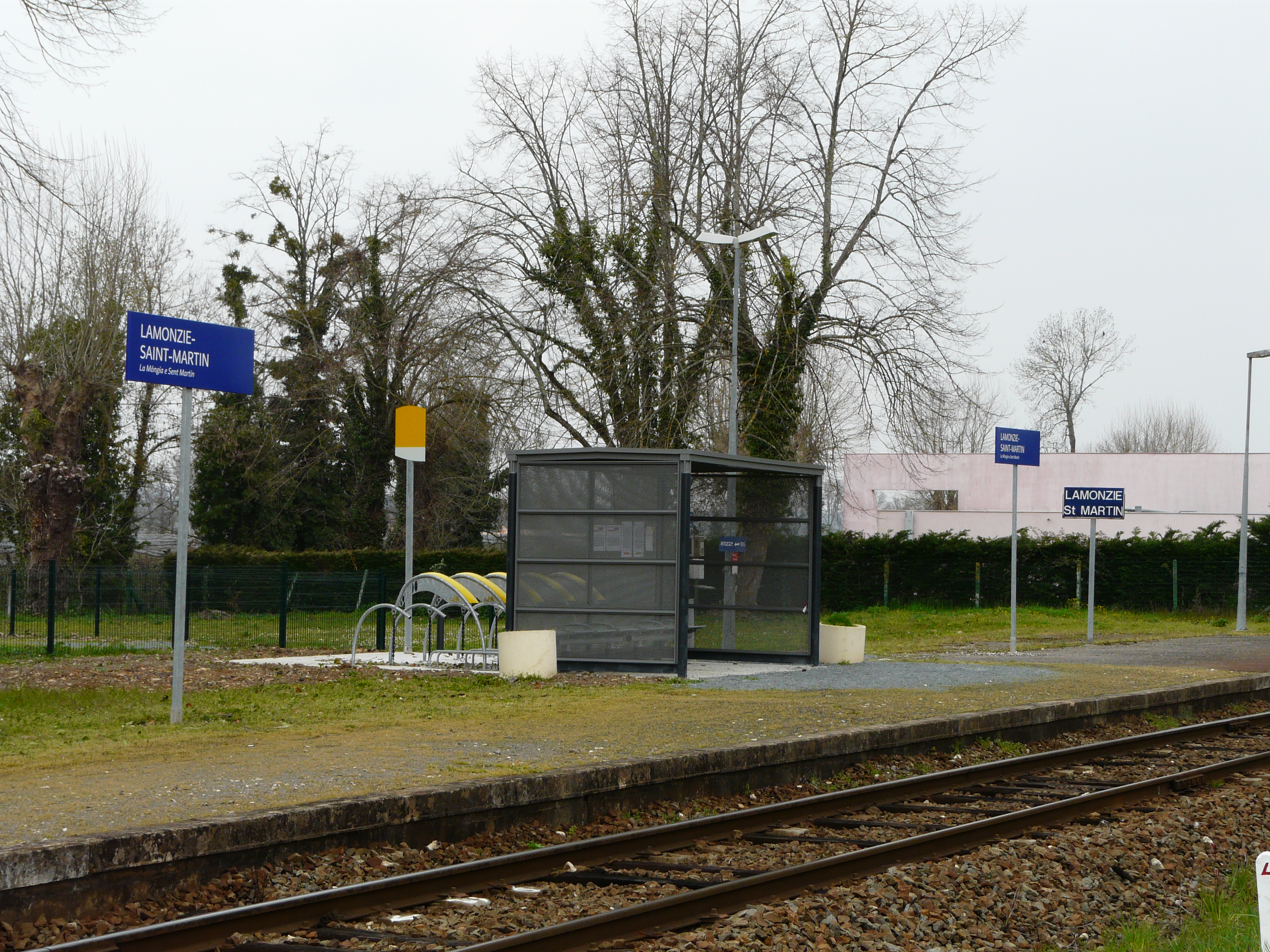
Haltepunkt an der Eisenbahnstrecke

### Verkehr
Die Route départementale 936, die ehemalige Route nationale 136 und gleichzeitig die Verkehrsachse Bordeaux–Bergerac, durchquert Lamonzie-Saint-Martin von Ost nach West. Außerdem ist die Gemeinde erreichbar über die Route départementale 15, die sie im Süden mit Sigoulès, dem Hauptort des ehemaligen Kantons, verbindet, und über die Route départementale 16, die Lamonzie-Saint-Martin im Südosten mit Pomport verbindet.
Lamonzie-Saint-Martin besitzt einen Haltepunkt auf der Linie 26 des TER Aquitaine, einer Regionalbahn der staatlichen SNCF, die die Strecke von Bordeaux nach Sarlat-la-Canéda bedient.